# ჩ
Čʰini (asomtavruli Ⴙ Nuskhuri ⴙ Mkhedruli ჩ) es la letra de 29 del alfabeto georgiano.
En el sistema de numeración georgiano tiene un valor de 1000.
Chʰini representa comúnmente la postalveolar africada sorda aspirada /tʃʰ/ como la pronunciación de la Չ չ armenia.

## Letra
| asomtavruli | nuskhuri | mkhedruli |
| ----------- | -------- | --------- |
|             |          |           |

## Codificación digital
| asomtavruli | nuskhuri | mkhedruli |
| ----------- | -------- | --------- |
| U + 10B9    | U + 2D19 | U + 10E9  |

## Braille
| mkhedruli |
| --------- |
|           |